# Pacynka

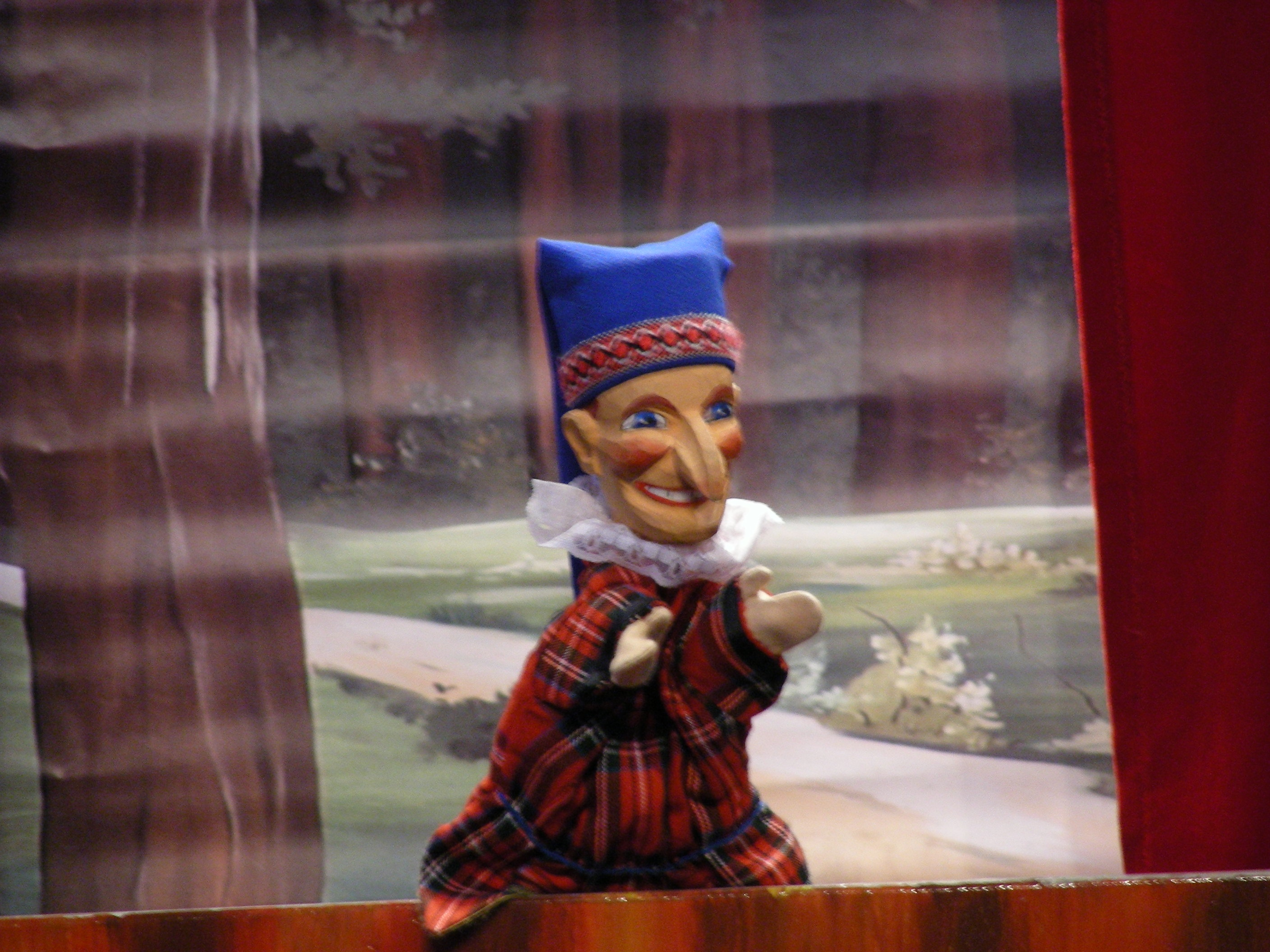
Pacynka

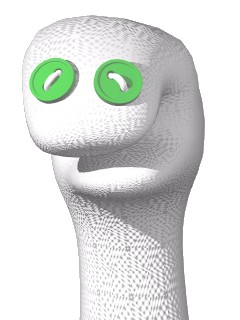
Pacynka

Pacynka – rodzaj lalki teatralnej nakładanej na dłoń jak rękawiczka i poruszanej palcami aktora-animatora.
Aktor zwykle trzyma rękę w górze nad parawanem. Palce poruszają głowę i ręce lalki. Pacynkę można nałożyć na palce w różny sposób np. głowa na palec wskazujący, kciuk i palec serdeczny obsługują ręce lalki; głowa na dwóch stykających się kciukach, pozostałe palce obu rąk stanowią dłonie pacynki.
W przypadku lalek o większych rozmiarach animator umieszcza dłoń w głowie pacynki, kontrolując jej mimikę. Ciało pacynki jest wtedy zawieszone na jego przedramieniu.

Najprostsza pacynka to skarpetka naciągnięta na rękę. Taką formę miał Pan Cerowany – pacynka występująca w dobranockach telewizyjnych w Polsce pod koniec lat 60. XX wieku.
Lalki rękawiczkowe znana są od końca XVIII wieku, choć wtedy nazywano je lalkami typu bi-ba-bo. Sama nazwa jest typowo polska i pojawiła się prawdopodobnie dopiero na początku XX wieku. Niemiecka pacynka to Handpuppe, odpowiednik angielski to hand puppet, w języku francuskim jest marionnette à gaine, we włoskim burattino di mano, po czesku jest maňásek i loutka.
Pacynki wykorzystywane są także przy pracy z dziećmi w gabinetach psychologiczny i logopedycznych. Pacynki ułatwiają nawiązanie kontaktu z dzieckiem, dzieci chętniej naśladują pacynkę niż logopedę w wykonywaniu ćwiczeń. Chętniej także opowiadają pacynce o swoich problemach w gabinetach psychologicznych